# قتل‌های باکینگهام
قتل‌های باکینگهام (به انگلیسی: The Buckingham Murders) فیلمی هندی محصول سال ۲۰۲۳ و به کارگردانی هانسال مهتا است. در این فیلم بازیگرانی همچون کارینا کاپور، کیت آلن و رانویر برار ایفای نقش کرده‌اند.